# Duch z Hahótu
Duch z Hahótu (chorw. Duh) (ur. w XI w., zm. ?) – duchowny rzymskokatolicki, pierwszy biskup zagrzebski.

## Biografia
Najprawdopodobniej był Czechem, choć niektórzy badacze uważają, że był Słowakiem. W 1093 lub w 1094, gdy erygowana została diecezja zagrzebska, został mianowany przez króla Węgier Władysława I Świętego na jej pierwszego biskupa. Wśród historyków trwają spory czy bp Duch należał do obrządku łacińskiego czy głagolickiego i co z tym związane w diecezji posługiwano się liturgią łacińską czy słowiańską.
Nie jest znana data jego śmierci. Jego następca pojawia się w źródłach w 1102.